# ウプサラ県
座標: 北緯59度51分30秒 東経17度39分00秒 / 北緯59.8584度 東経17.65度
ウプサラ県 (ウプサラけん、Uppsala län) とは、スウェーデンの県の一つで略号はC。 サーラ (Sala) 地方の上 (upp) に位置するというのが語源。県庁所在地はウプサラ (Uppsala) で、県の面積は8207平方キロメートル。2017年現在の人口は36万7483人。

## 概要
首都ストックホルム (Stockholm) のあるストックホルム県の北、ストックホルム都市圏のほぼ外輪に位置する。ウプサラはスウェーデンを代表する学園都市。ウプサラ大学（国立）はルンド大学（国立）よりも長い歴史を有する国内最古の大学で、学部の規模でも国内随一。その付属図書館はスウェーデンの国立図書館として機能している。ウプサラには、大学関連の医療メーカーやハイテクメーカーも集まる。その他のウプサラ県は最先鋭の酪農、牧畜ほか農業が盛ん。
平原地帯であり、高山はない。北はボスニア湾に面し、南はメーラレン湖に面する。

## 市
|  | ウプサラ県には7の市がある。（アルファベット順） - エンショーピング (Enköping) - ホーボー (Håbo) - クニーヴシュタ (Knivsta) - ティーエルプ (Tierp) - ウプサラ (Uppsala) - エルヴクヴァーレビー (Älvkarleby) - ウストハンマル (Östhammar) |

## 名所・旧跡
- ウプサラ市
- ウプサラ城（英語版）
- ウプサラ大学
  - ウプサラ大学図書館
  - ウプサラ大学付属植物園
- ウプサラ大聖堂
- ウップランド博物館（英語版）
- リンネ記念公園（英語版）（植物学者リンネの旧宅と植物園）

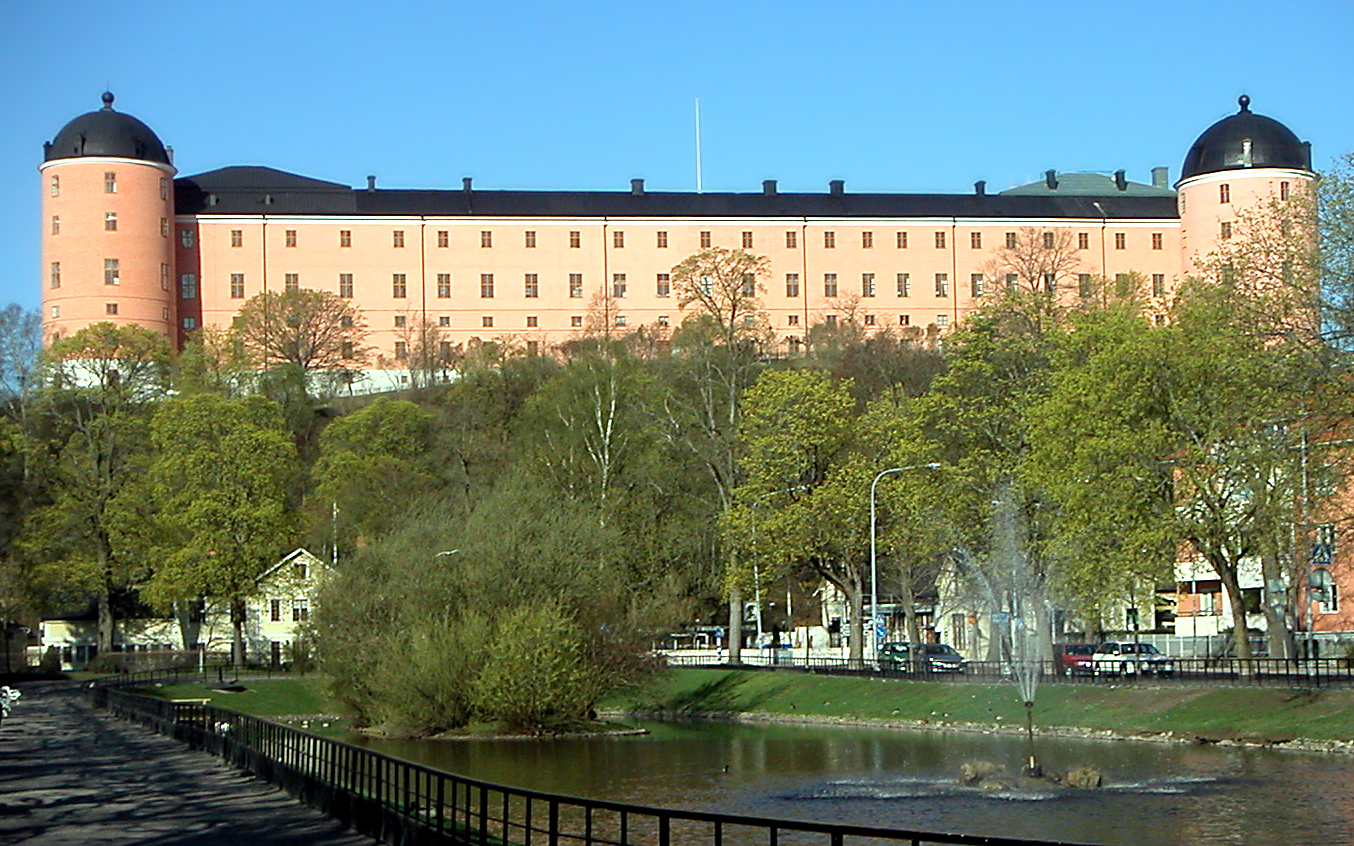
ウプサラ城
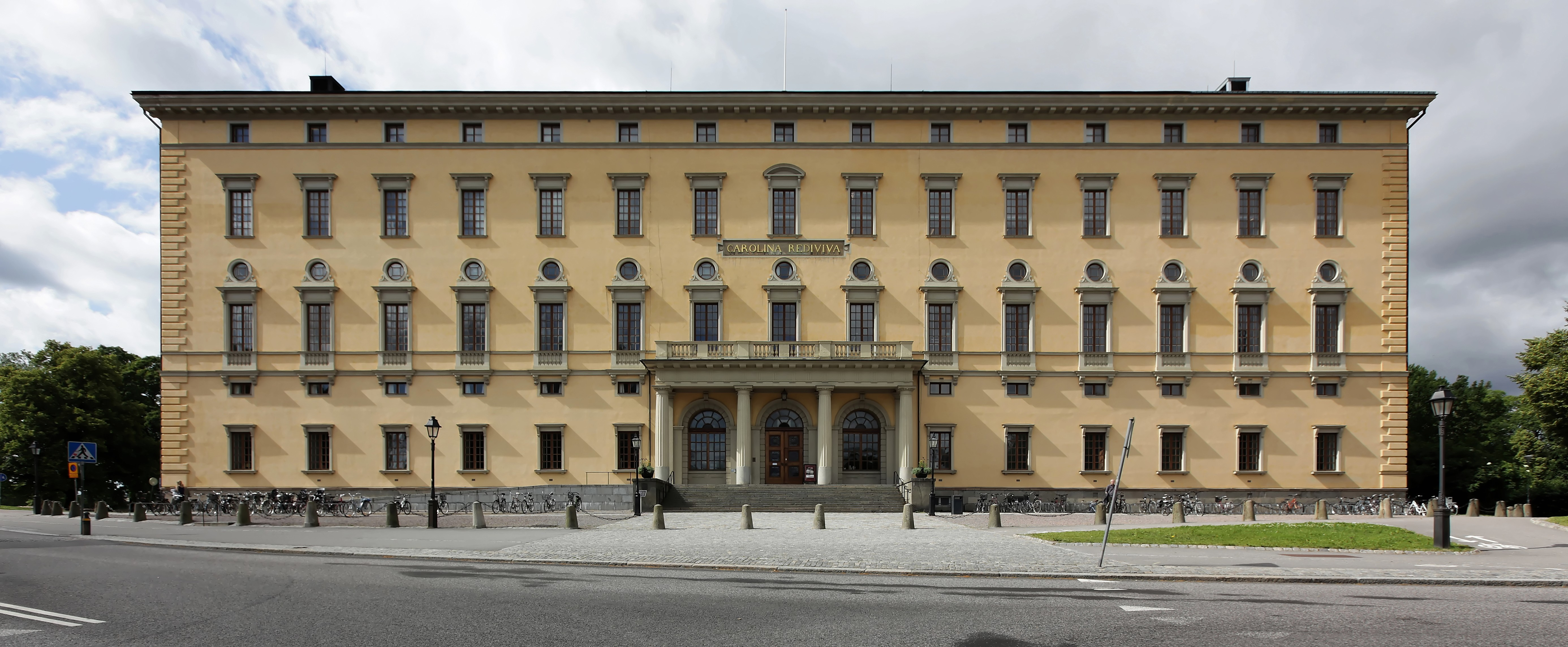
ウプサラ大学図書館
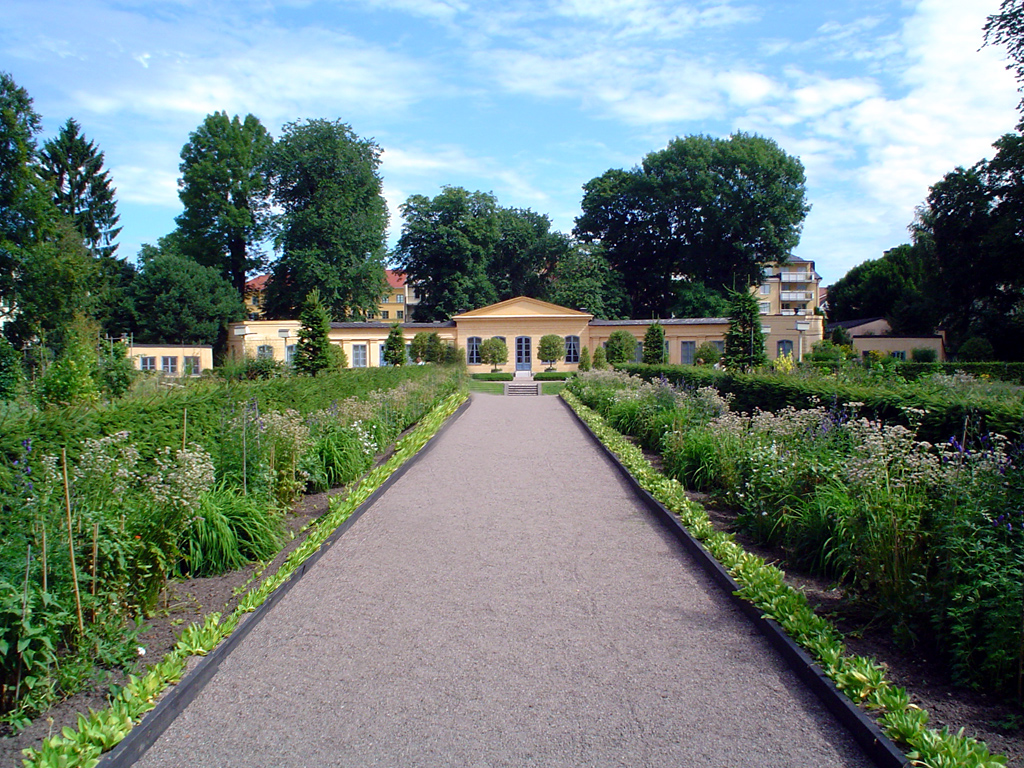
リンネ庭園
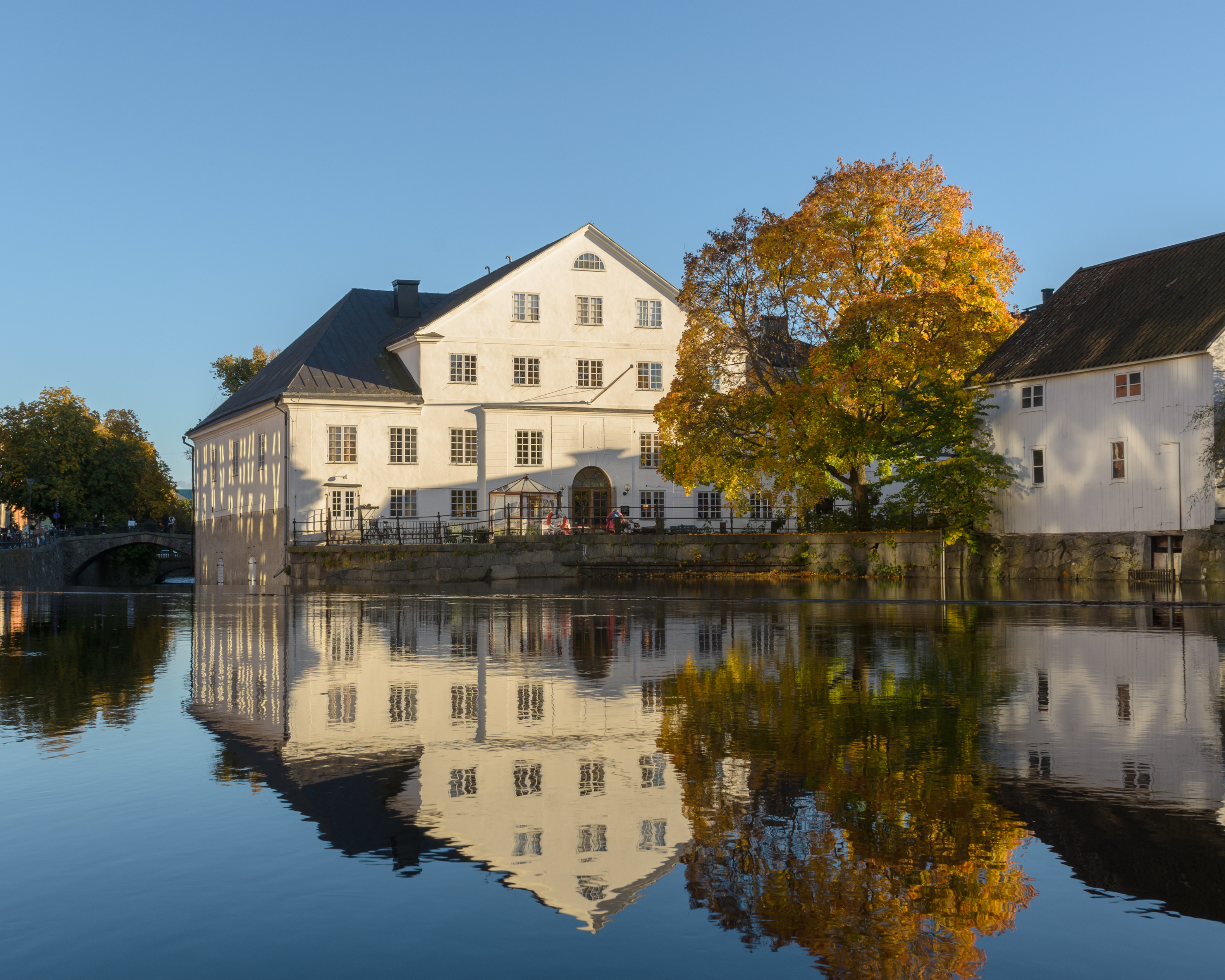
ウップランド博物館
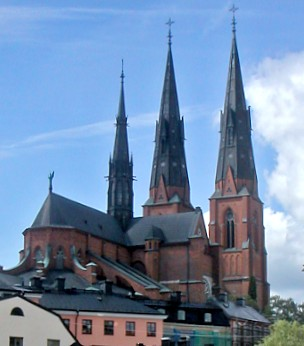
ウプサラ大聖堂
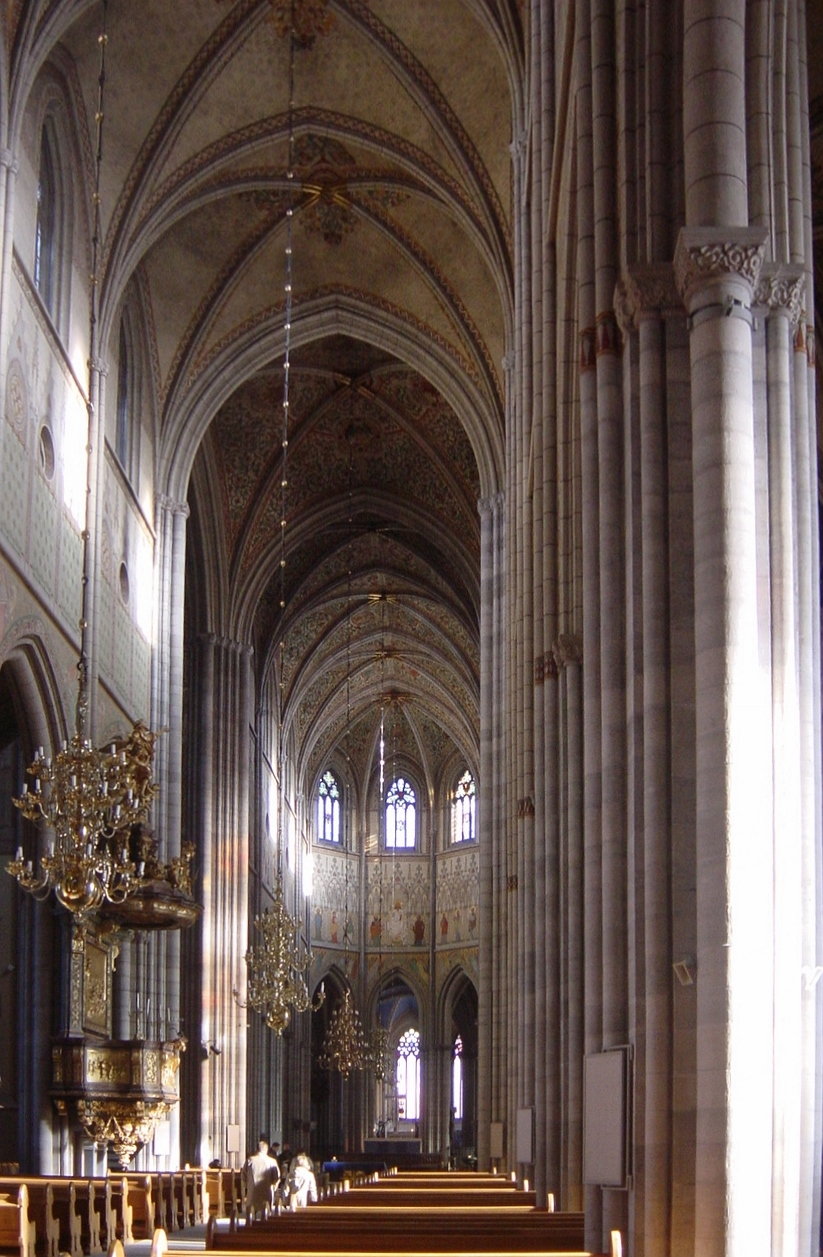
ウプサラ大聖堂 内部